# Caladenia doutchiae
Caladenia doutchiae là một loài thực vật có hoa trong họ Lan. Loài này được O.H.Sarg. mô tả khoa học đầu tiên năm 1921.